# Didymocarpinae
Sous-tribu
Les Didymocarpinae est une sous-tribu de plantes à fleurs de la famille des Gesneriaceae, de la sous-famille des Didymocarpoideae et de la tribu des Trichosporeae.
Le genre type de la sous-famille est Didymocarpus.

## Liste des genres
Aeschynanthus – Agalmyla – Allocheilos – Allostigma – Anna – Billolivia – Bournea – Briggsiopsis – Cathayanthe – Chayamaritia – Codonoboea – Conandron – Cyrtandra – Deinostigma – Didymocarpus – Didymostigma – Glabrella – Gyrocheilos – Hemiboea – Henckelia – Hexatheca – Liebigia – Loxostigma – Lysionotus – Metapetrocosmea – Michaelmoelleria – Microchirita – Oreocharis – Petrocodon – Petrocosmea – Primulina – Pseudochirita – Rachunia – Raphiocarpus – Ridleyandra – Sepikea

## Publication originale
- (en) Don G., 1838. A General History of the Dichlamydeous Plants 4: 644, 658.